# پاتریک فرایدی
پاتریک فرایدی (انگلیسی: Patrick Friday؛ زادهٔ ۲۲ دسامبر ۱۹۹۲) بازیکن فوتبال اهل نیجریه است که در پست مهاجم بازی می‌کند.
از باشگاه‌هایی که در آن بازی کرده‌است می‌توان به باشگاه ورزشی الفجیره امارات اشاره کرد.